# Срђан Чолић
Срђан Чолић (Мостар, 2. фебруар 1967) српски је музичар, композитор, аранжер, продуцент, певач и фронтмен поп састава Моби Дик.

## Биографија
Одрастао је у породици драмских уметника. Његови родитељи Слободанка Рајковић и Драган Чолић из Суботице прешли су у Београд где су обоје завршили Факултет драмских уметности, а потом заједно путовали по целој бившој Југославији играјући у локалним позориштима широм земље. Сасвим случајно Срђан је рођен у Мостару, касније је живео у Тузли, а већи део његовог одрастања обележио је живот са баком у Суботици.
Основну и средњу школу завршио је у Суботици. Када је његова мајка одлучила да се више не бави глумом и отишла је у Уједињено Краљевство да заврши курс лепоте, о њему је рачуна водила очева мајка Јованка.

## Музичка каријера
Прешао је да живи у Београд да би се бавио музичком продукцијом. Те 1987. године постао је асистент Корнелија Ковача. Након годину дана се запослио у студију Акваријус. Касније је почео сарадњу са Марином Туцаковић и Футом Радуловићем. Сарађивао је са Тини Варгом на албумима Прљавог казалишта, групе Филм и Зана са албумом Војна пошта. Радио је за албумима Драгане Мирковић, Лепе Брене, Хариса Џиновића, Џеја Рамадановског итд.

### Моби Дик
Са Аном Станић је снимио три албума Крени! (1994), Moby Dick (1995) i Носталгија (1997) са песмама попут Крени!, На задњем седишту М. А., Брате, пријатељу, Зар није те стид, Краљ кокаина, Хомосексуалац, Нема нас више, Дужна си ми остала, Носталгија...
Са Аном Станић је био пет година у емотивној вези, а кад се са њом емотивно разишао, замолио је да напусти бенд.
Након одласка Ане Станић, позвао је Александру Перовић са којом је сарађивао на снимању песама за групу Фламе у којој је требало да пева. Са њом је обновио бенд и издао два албума IV (1998) и Хотелска соба (2001), а хитови су остали Улица и број, Љубоморан, Тамо где си ти, Жедан твојих усана, Сватови, Откад си отишла... И са Александром је био у вези до повлачења.
Након повлачења са јавне сцене, наставио је да се бави компоновањем и аранжирањем. Радио је и музику за децу, где је учествовао на албуму Семафор. Са Александром Перовић је наставио музичку сарадњу на њеном првом албуму Могу Сама (2005).
Године 2010, обновио је рад групе Моби Дик са Александром Перовић. 19. априла 2011. је одржао концерт у београдској Арени пред 20.000 људи. Ана Станић је одбила да се појави на концерту јер је више пута изјављивала да се стиди својих почетака.

## Приватан живот
Ожењен је супругом Евом и има сина Стрибора.

## Дискографија
- Крени! (ПГП, РТС 1994),
- (ЗАМ 1995),
- Носталгија (ЗАМ 1997),
- ( 1998),
- Хотелска соба (BK Sound 2001).

### Компилације
- (ЗАМ 1995),
- Top 20 (City Records 2003),
- Хотелска соба (City Records 2009)